# لوکا (فیلم ۲۰۱۹)
لوکا (به انگلیسی: Luca) یک فیلم سینمایی درام هندی به کارگردانی آرون بوز و تهیه کنندگی لینتو توماس و پرنس حسین محصول سال ۲۰۱۹ است.

## داستان
فیلم با یک اتفاق غیرمنتظره آغاز می‌شود که تحقیقات توسط اکبر (نیتین جورج) افسر پلیس را آغاز می‌کند. دفترچه‌ای که اکبر می‌خواند، مخاطبان را از زندگی لوکا (تووینو توماس) و نیهاریکا (آهانا کریشنا) می‌گذراند، و دفتر خاطرات نقش یک داستان‌نویس را بازی می‌کند.